# Ian McKellen
Sir Ian Murray McKellen CH CBE (Burnley, 25 de maig de 1939) és un actor anglès, considerat com un dels més grans encara vius. Ha passat del teatre clàssic i contemporani als films d'acció més populars.
És igualment un militant per als drets dels homosexuals.

## Infantesa i primers passos
McKellen va néixer a Burnley, al Lancashire poc abans de la Segona Guerra Mundial, cosa que evidentment té un impacte sobre la seva infantesa: en una entrevista per a la revista gai The Advocate, al periodista que li fa fixar-se en la seva calma després dels atemptats de l'11 de setembre de 2001, McKellen respon 
| « | amic meu, oblides que he dormit sota una tapadora de metall durant la batalla d'Anglaterra fins als quatre anys. | » |

El seu pare, Denis Murray McKellen, és enginyer i predicador. Els seus avis són igualment predicadors. Va créixer en un ambient profundament cristià, però un cristianisme sense els seus dogmes: se li ha ensenyat que ser cristià, 
| « | és en primer lloc comportar-se de forma cristiana amb els altres. | » |

La seva mare, Margery Lois McKellen, mor quan té dotze anys i el seu pare dotze anys més tard.

Quan va declarar la seva homosexualitat a la seva sogra quàquer, Gladys McKellen 
| « | No només no l'ha sorprès, sinó que formant part d'una societat que ha declarat la seva indiferència enfront de la sexualitat de la gent fa anys, crec que es va alegrar que deixés finalment de mentir. | » |

La carrera de McKellen comença mentre és encara adolescent. Als 18 anys, amb una beca d'estudis a la universitat de Cambridge, s'enamora de Derek Jacobi, cosa que definirà com 
| « | una passió secreta i no reciproca | » |

S'estrena en escena a Coventry el 1961 i en el West End el 1964.
McKellen inicia llavors una relació amb Brian Taylor, el seu primer company, relació que durarà vuit anys, fins al 1972. Viuen a Londres, on McKellen continua la seva carrera.

## El temps dels premis
El 1969, interpreta el paper que el fa famós: el rei Eduard II d'Anglaterra, heroi homònim de l'obra de Christopher Marlowe, produïda per la Prospect Theatre Company. Aquesta obra suscita la controvèrsia a causa de les escenes de tortura i d'homosexualitat latent qui se'n desprén. Reprendrà el paper més tard per a la BBC. El 1972, funda The Actors' Company amb el seu amic Edward Petherbridge, cosa que el consagra com a portaveu dels actors i del teatre britànic en general. Entre 1974 i 1978, interpreta diferents papers a prestigioses produccions de la Royal Shakespeare Company, com Romeu i Julieta (amb Francesca Annis) i Macbeth (amb Judi Dench). Se li va proposar igualment el paper de Albus Dumbledore el 2001.

El 1978, troba el seu segon company, Sean Mathias, al Festival d'Edimburg. Segons Mathias, la seva història era tumultuosa, sent l'èxit de McKellen i els seus fracassos la causa de nombrosos conflictes. Mathias va declarar 
| « | en aquella època, la gent era menys tolerant | » |

, i 
| « | no el prenien seriosament, el company d'Ian McKellen. | » |

 Mathias tenia 22 anys i McKellen 39. Malgrat tot, Mathias diu igualment que McKellen 
| « | no h deixat d'ajudar-me al llarg de la meva carrera. | » |

El 1979, apareix a Bent , una obra que tracta de les atrocitats comeses contra els homosexuals en el Tercer Reich. En aquesta època, McKellen no ha fet encara la seva sortida de l'armari i vacil·la fins i tot a mantenir aquest paper: 
| « | Estava impressionat pel paper, em preguntava si tindria coratge per fer-lo. | » |

 Després d'haver llegit el guió, Mathias diu a McKellen que té 
| « | el deure d'interpretar aquest paper. | » |

Bent ha tingut una gran importància per a McKellen: després de la producció original de l'obra a Broadway, la fan (escenificació per Sean Mathias) al Teatre nacional, a Londres, després a la pel·lícula del 1997 (igualment posada en escena per Mathias).
El seu talent li permet fer papers cada vegada més prestigiosos. El 1980, és Salieri en la versió d'Amadeus a Broadway. Serà recompensat amb un premi Tony, el premi més important per a un actor de teatre als Estats Units d'Amèrica. N'obté un segon el 1982, per a la seva interpretació de Walter, un discapacitat mental, en una obra gravada per a la televisió. Malgrat allò, és un desconegut per al gran públic als Estats Units. Més anecdòtic, interpreta el 1988 el paper d'un vampir pel videoclip Heart del grup Pet Shop Boys.

## Primers papers importants
En els anys 1990, McKellen apareix de manera més regular a la televisió i al cinema. El 1993, fa el paper d'un poderós Afrikaner a Sis Degrees of Separation , amb Stockard Channing, Donald Sutherland i Will Smith. El mateix any, apareix en l'adaptació televisada de Les Cròniques de San Francisco (del seu amic Armistead Maupin) i a Last Action Hero , de John McTiernan. El 1995, interpreta Ricard III d'Anglaterra a Richard III, de Richard Loncraine. Serà nominat per aquest paper pels Premis Globus d'Or, pel BAFTA i serà definit com a «millor actor europeu» als Premis del Cinema Europeu per la European Film Academy.
Als Estats Units, coneix l'èxit gràcies a la pel·lícula  Apt Pupil . McKellen hi interpreta un antic oficial nazi que viu als Estats Units sota una falsa identitat que manté una relació amb un adolescent que amenaça de denunciar-ho si no li conta la seva història. McKellen ha esdevingut un gran actor als Estats Units gràcies a la trilogia de X-Men , de Bryan Singer i Brett Ratner, en les quals interpreta Magneto, així com al seu paper de Gàndalf en la trilogia de Peter Jackson, El Senyor dels Anells . La seva interpretació de Gandalf a la primera part, El senyor dels anells: La germandat de l'anell , li val un nomenament a l'Oscar al millor actor secundari. Ja havia estat nominat per l'Oscar al millor actor per la pel·lícula Gods and Monsters , on interpreta James Whale, el realitzador de Show Boat (1936) i de Frankenstein (1931).
El 1990, és fet Cavaller de l'Orde de l'Imperi Britànic (KBE) pel seu treball i les seves contribucions al teatre. El fan Sir Ian McKellen. El gener de 2008, és ordenat Orde dels Companys d'Honor de la corona britànica, la més alta distinció possible al Regne Unit (65 membres vius màxim), pels serveis al teatre i per la lluita per a la igualtat.

## La seva lluita pels drets dels homosexuals

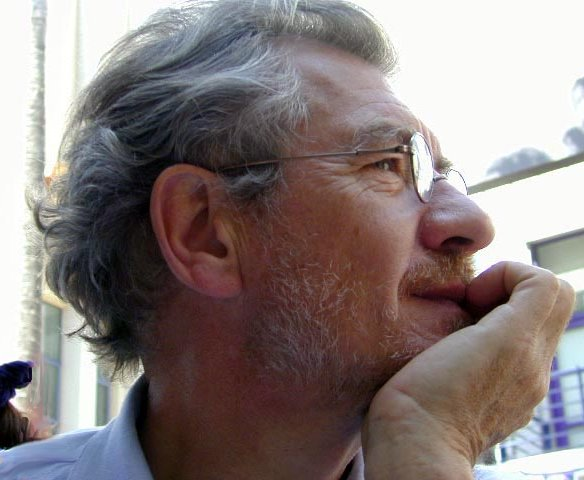
Ian McKellen

Fins i tot si els companys de pantalla de McKellen estan assabentats de la seua homosexualitat, cosa diferent és pel gran públic. Des del 1988, un projecte de llei titulat Secció 28 proposa la prohibició de totes les discussions en relació amb l'homosexualitat a les escoles britàniques. McKellen combat aquest projecte i fa la seva sortida de l'armari en un debat retransmès per la BBC. 
| « | El meu objectiu era fer comprendre que si jo participava en aquesta lluita, tothom, homo o hetero, pot fer-ho. | » |

 La llei és amb tot aprovada i restarà en vigor fins al 2003, McKellen no deixarà de lluitar per la seva abrogació i criticarà el primer ministre britànic, Tony Blair.

En aquesta època, la relació de McKellen i Mathias s'acaba, segueix els consells del seu amic Armistead Maupin i surt de l'armari, no havent de preocupar-se pels efectes col·laterals sobre la carrera del seu company. Va declarar d'altra banda que ell 
| « | desitjava tornar a l'armari, però no pot ser, per manca de lloc. | » |

El 1994, McKellen munta un monòleg, A Knight Out  que va tenir un gran èxit. També el 1994, crea l'esdeveniment de la cerimònia de clausura dels Outgames declarant 
| « | sóc Sir Ian McKellen, però us ho prego, digueu-me Sereena | » |

. Al segle xxi, McKellen és sempre un actor del lluita gai, i d'altra banda és cofundador de Stonewall, un grup de lobby gai al Regne Unit que agafa el nom dels aldarulls de Stonewall, a Nova York.

## Teatre
- Bent, Broadway
- Amadeus, Broadway
- Dance of Death, Broadway

## Filmografia
| Any  | Pel·lícula                                                                                         | Paper                       | Notes |
| ---- | -------------------------------------------------------------------------------------------------- | --------------------------- | --- |
| 1968 | David Copperfield                                                                                  | David Copperfield           | (TV) |
| 1969 | The Promise                                                                                        | Leonidik                    | |
| 1969 | Alfred the Great                                                                                   | Roger                       | |
| 1969 | A Touch of Love                                                                                    | George Matthews             | |
| 1981 | Priest of Love                                                                                     | Lawrence                    | |
| 1981 | Pillar of Fire                                                                                     | Narrador                    | Documental |
| 1982 | La Pimpinella Escarlata (The Scarlet Pimpernel)                                                    | Paul Chauvelin              | |
| 1982 | Walter                                                                                             | Walter                      | |
| 1983 | The Keep                                                                                           | Dr. Theodore Cuza           | |
| 1985 | Plenty                                                                                             | Sir Andrew Charleson        | |
| 1985 | Zina                                                                                               | Arthur Kronfeld             | |
| 1989 | Scandal                                                                                            | John Profumo                | |
| 1993 | Un estrany a la família (Six Degrees of Separation)                                                | Geoffrey Miller             | |
| 1993 | The Ballad of Little Jo                                                                            | Percy Corcoran              | |
| 1993 | Last Action Hero                                                                                   | Death                       | (cameo) |
| 1993 | And the Band Played On                                                                             | Bill Kraus                  | Nominat — Premi Emmy per autor secundari a minisèries o telefilms                                                        |
| 1994 | To Die For                                                                                         |                             | |
| 1994 | The Shadow                                                                                         | Dr. Reinhardt Lane          | |
| 1994 | I'll Do Anything                                                                                   | John Earl McAlpine          | |
| 1995 | Restoration                                                                                        | Will Gates                  | |
| 1995 | Ricard III (Richard III)                                                                           | Ricard III d'Anglaterra     | Nominat — BAFTA al millor actor Nominat — BAFTA al millor guió adaptat Nominat — Globus d'Or al millor actor dramàtic    |
| 1995 | En Jack i la Sarah (Jack and Sarah)                                                                | William                     | |
| 1996 | Rasputin: Dark Servant of Destiny                                                                  | Nicolau II de Rússia        | Globus d'Or al millor actor a minisèries o telefilms Nominat — Premi Emmy Award al millor actor a minisèries o telefilms |
| 1997 | Swept from the Sea                                                                                 | Dr. James Kennedy           | |
| 1997 | Bent                                                                                               | Oncle Freddie               | |
| 1998 | Apt Pupil                                                                                          | Kurt Dussander              | |
| 1998 | Gods and Monsters                                                                                  | James Whale                 | Nominat — Oscar al millor actor Nominat — Globus d'Or al millor actor dramàtic                                           |
| 2000 | X-Men                                                                                              | Erik Lehnsherr / Magneto    | |
| 2001 | El senyor dels anells: La germandat de l'anell (The Lord of the Rings: The Fellowship of the Ring) | Gàndalf                     | Nominat — Oscar al millor actor secundari Nominat — BAFTA al millor actor                                                |
| 2002 | El senyor dels anells: Les dues torres (The Lord of the Rings: The Two Towers)                     | Gàndalf                     | |
| 2002 | Tusker                                                                                             | Tusker                      | |
| 2003 | El senyor dels anells: El retorn del rei (The Lord of the Rings: The Return of the King)           | Gàndalf                     | Nominat — BAFTA al millor actor secundari                                                                                |
| 2003 | Emile                                                                                              | Emile                       | |
| 2003 | The Simpsons                                                                                       | ell mateix                  | |
| 2003 | X2                                                                                                 | Erik Lehnsherr / Magneto    | |
| 2004 | Eighteen                                                                                           | Jason Anders                | |
| 2005 | Neverwas                                                                                           | Gabriel Finch               | |
| 2005 | Asylum                                                                                             | Dr. Peter Cleave            | |
| 2005 | The Magic Roundabout                                                                               | Zebedee                     | |
| 2006 | Extras (sèrie TV)                                                                                  | Ian McKellen                | Nominat — Premi Emmy per actor secundari a minisèries o telefilms                                                        |
| 2006 | Ciutat ratolí (Flushed Away)                                                                       | The Toad                    | |
| 2006 | X-Men: La decisió final (X-Men: The Last Stand)                                                    | Erik Lehnsherr / Magneto    | |
| 2006 | El codi Da Vinci (The Da Vinci Code)                                                               | Sir Leigh Teabing           | |
| 2007 | Stardust                                                                                           | narrador                    | |
| 2007 | La bruixola daurada (The Golden Compass)                                                           | Iorek Byrnison              | |
| 2008 | King Lear                                                                                          | King Lear                   | Nominat — Premi Emmy per actor de minisèries o telefilms                                                                 |
| 2012 | El Hòbbit: un viatge inesperat (The Hobbit: An Unexpected Journey)                                 | Gàndalf                     | |
| 2013 | The Hobbit: The Desolation of Smaug                                                                | Gàndalf                     | |
| 2014 | Miss in Her Teens                                                                                  | The Prologue                | |
| 2014 | X-Men: Days of Future Past                                                                         | Erik Lehnsherr / Magneto    | |
| 2014 | The Hobbit: The Battle of the Five Armies                                                          | Gàndalf                     | |
| 2015 | Mr. Holmes                                                                                         | Sherlock Holmes             | |
| 2017 | Animal Crackers                                                                                    | Horatio P. Huntington (Veu) | |
| 2017 | La bella i la bèstia (Beauty and the Beast)                                                        | CogsWorth                   | |
| 2019 | The Good Liar                                                                                      | Roy Courtnay                | |
| 2019 | Cats                                                                                               | Gus the Theatre Cat         | |